# Ceratomantis gigliotosi
Ceratomantis gigliotosi är en bönsyrseart som beskrevs av Roger Roy 2007. Ceratomantis gigliotosi ingår i släktet Ceratomantis och familjen Hymenopodidae. Inga underarter finns listade i Catalogue of Life.